# بيل وسيباستيان
بيل وسيباستيان (بالفرنسية: Belle et Sébastien)‏ رواية للكاتبة الفرنسية سيسيل أوبري (بالفرنسية: Cécile Aubry)‏ عن صبي اسمه سيباستيان عمره 6 سنوات وكلبه بيل اللذان يعيشان في قرية صغيرة في جبال الألب على الحدود بين فرنسا وإسبانيا مع جده وأخته وأخيه، بعد أن توفت أمه الغجرية مباشرة بعد ولادة ابنها سيباستيان.
تم تحويل القصة إلى مسلسل تلفزيوني عام 1965، وأنمي ياباني عام 1981.